# 6363 Доґґетт
6363 Доґґетт  (6363 Doggett) — астероїд головного поясу, відкритий 6 лютого 1981 року.
Тіссеранів параметр щодо Юпітера — 3,563.